# Second Sight (Star Trek: Deep Space Nine)
"Second Sight" és el novè episodi de la segona temporada de la sèrie de televisió de ciència-ficció estatunidenca Star Trek: Deep Space Nine, el 29è de tota la sèrie. Originalment es va emetre en redifusió a partir del 22 de novembre de 1993. L'episodi va ser dirigit per Alexander Singer en base a un guió de Mark Gehred-O'Connell, Ira Steven Behr i Robert Hewitt Wolfe
Ambientada al segle XXIV, la sèrie segueix les aventures a Espai Profund 9, una estació espacial situada prop d'un forat de cuc estable entre els Quadrants Alfa i Gamma de la Via Làctia, prop del planeta Bajor, mentre els bajorans es recuperen d'una brutal ocupació de dècades pels imperialistes cardassians. En aquest episodi, el comandant de l'estació Benjamin Sisko desenvolupa sentiments per una dona que visita l'estació, però hi ha més en ella del que ell pensa al principi.

## Argument
Mentre observa les estrelles a la planta Promenade de l'estació a la nit, Sisko coneix una dona anomenada Fenna. Després d'una breu conversa, Sisko descobreix que l'ha deixat sense dir ni una paraula. Més tard, quan els dos es retroben, Sisko porta Fenna a fer una visita guiada per l'estació i s'enamoren ràpidament. És la primera espurna de romanç que ha sentit des de la mort de la seva dona Jennifer quatre anys abans. Tanmateix, Fenna és evasiva quan Sisko li pregunta sobre la seva vida. Tement que pugui tenir problemes, Sisko demana al cap de seguretat Odo que la vegi, però Odo no pot trobar cap registre de ningú que coincideixi amb la seva descripció a l'estació.
Mentrestant, el famós però egomaníac terraformador Gideon Seyetik visita Espai Profund 9 de camí al seu proper projecte. El projecte, que considera la seva obra mestra, és reencendre una estrella moribunda perquè els planetes que l'orbiten puguin albergar vida; el pla és enviar una nau no tripulada que porti el combustible necessari en un curs de col·lisió amb l'estrella.
Seyetik convida el personal sènior d’Espai Profund 9 a sopar a bord del "Prometheus", la nau que l'escorta en la seva missió. Presenta la seva dona, Nidell, que s'assembla exactament a Fenna. Després de sopar, Sisko conversa en privat amb Nidell; tanmateix, ella actua com si no l'hagués conegut mai abans. Més tard aquella nit, Fenna apareix a les estances de Sisko; afirma no saber res de Nidell. Mentre besa Sisko, de sobte desapareix en un raig d'energia.
Sisko i l'oficial científic Dax acompanyen Seyetik a bord del Prometheus per observar la missió de terraformació. Quan Fenna torna a aparèixer, Dax determina que Fenna no és més que pura energia. Mentrestant, Nidell està inconscient i moribunda. Seyetik explica que Fenna és una projecció telepàtica del subconscient de Nidell, que apareix durant moments d'estrès emocional. Ja no és feliç en el seu matrimoni, però com que la seva gent s'aparella per a tota la vida, no pot deixar el seu marit. Els seus somnis projectats de llibertat han creat Fenna, però també la maten.
Mentre Sisko i Fenna discuteixen la naturalesa de la seva existència, Dax crida Sisko al pont de comandament: Seyetik ha pujat a la nau que transportava el combustible i la pilota directament cap a l'estrella. Sisko intenta dissuadir-lo, però Seyetik està decidit a alliberar la seva dona. Amb un crit final de "Que es faci la llum!", detona el combustible i torna a encendre l'estrella, matant-se a si mateix en l'explosió. Més tard, Nidell marxa per tornar al seu món natal, sense cap record del romanç de Fenna amb Sisko.

## Actors convidats
- Salli Elise Richardson - Fenna / Nidell
- Richard Kiley - Gideon Seyetik

## Producció
En l'esborrany original del guió de Mark Gehred-O’Connell, Julian Bashir havia de ser el protagonista. Michael Piller volia convertir-ho en una història sobre Benjamin Sisko i també va canviar el to d'una història d'aventures/crim a una història romàntica. La raó d'això va ser que Piller considerava que Sisko havia estat retratat anteriorment com a massa distant.
El personatge de Gideon Seyetik està inspirat en el director de cinema John Huston.

## Recepció
Keith DeCandido el va qualificar a "tor.com" el 2013 com un episodi força deficient de "Star Trek: Deep Space Nine". Va trobar que tant Richard Kiley com Salli Elise Richardson van interpretar molt bé els seus papers, i l'atracció entre Sisko i Fenna va funcionar bé. Tanmateix, DeCandido va trobar l'episodi en conjunt força oblidable. Li va semblar més un episodi de "Star Trek: La nova generació" i potser hauria estat encara més adequat per a aquesta sèrie. També va trobar estranya la quasi absència de la tripulació del Prometheus.
El 2019, ScreenRant va classificar aquest episodi com un dels deu pitjors episodis de Star Trek: Deep Space Nine. Assenyalen que "l'arrogància de Seyetik el va convertir en un personatge frustrant i el seu sacrifici final menys significatiu"..

## Llançament
Es va estrenar en LaserDisc al Japó el 6 de juny de 1997 com a part de la col·lecció de mitja temporada 2nd Season Vol. 1, que tenia 7 discs de 12" de doble cara. Els discs tenien pistes d'àudio en anglès i japonès.
L'11 de novembre de 1997, "Second Sight" i "Sanctuary" es van publicar en LaserDisc de doble cara als Estats Units.
L'1 d'abril de 2003 es va publicar la segona temporada de Star Trek: Deep Space Nine en discs de vídeo DVD, amb 26 episodis en set discs.
Aquest episodi es va publicar el 2017 en DVD amb la caixa de la sèrie completa, que tenia 176 episodis en 48 discs.